# Миченер, Эдвард
Э́двард Ми́ченер (англ. Edward Michener; 18 августа 1869 года, Тинтерн, Онтарио, Канада — 16 июня 1947 года, Оттава, Канада) — канадский политик из провинции Альберта. Отец генерал-губернатора Канады Роланда Миченера.

## Биография
Эдвард Миченер родился 18 августа 1869 года в городе Тинтерн (ныне — часть города Линкольн), провинция Онтарио в семье немецкого происхождения.
В 1904 году избран мэром города Ред-Дир. Занимал этот пост в течение двух сроков до 1906 года.
В 1909 году был избран независимым депутатом Законодательного собрания Альберты от округа Ред-Дир. В 1910 году присоединился к Консервативной партии Альберты, став её лидером, а также лидером официальной оппозиции. На обоих постах сменил Ричард Беннетта, будущего премьер-министра Канады, который подал в отставку, чтобы баллотироваться в Палату общин. Был лидером оппозиции до 1917 года, в 1918 году покинул Законодательное собрание.
В 1918 году назначен генерал-губернатором Виктором Кавендишем, герцогом Девонширским по совету премьер-министра Роберта Бордена в Сенат Канады. Служил там до своей смерти.
Скончался 16 июня 1947 года в Оттаве. Его сын Роланд Миченер занимал пост генерал-губернатора Канады в 1967—1974 годах.